# 博爾科 (馬里)
14°57′0″N 3°21′14″W / 14.95000°N 3.35389°W

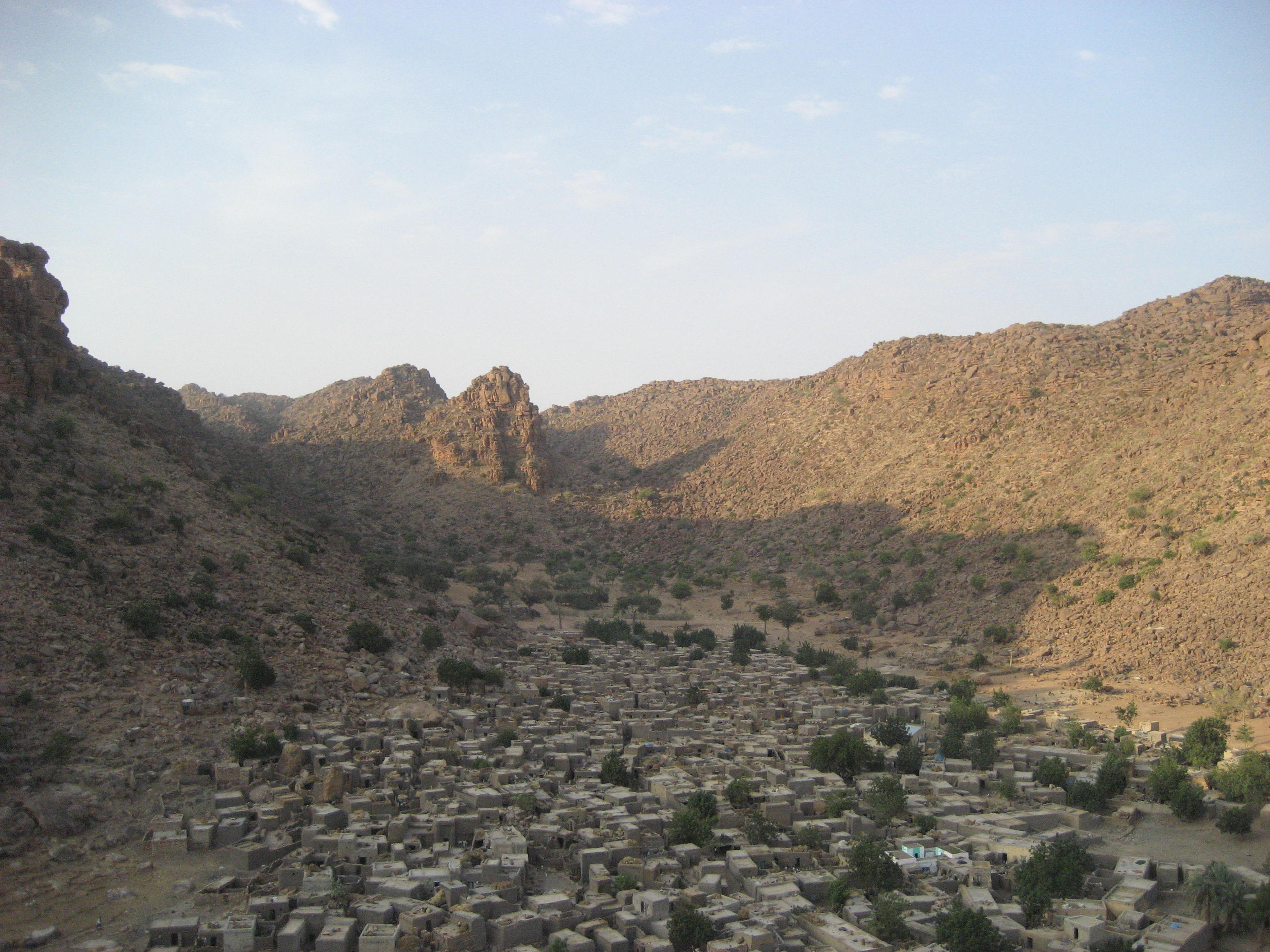
日出時的博爾科

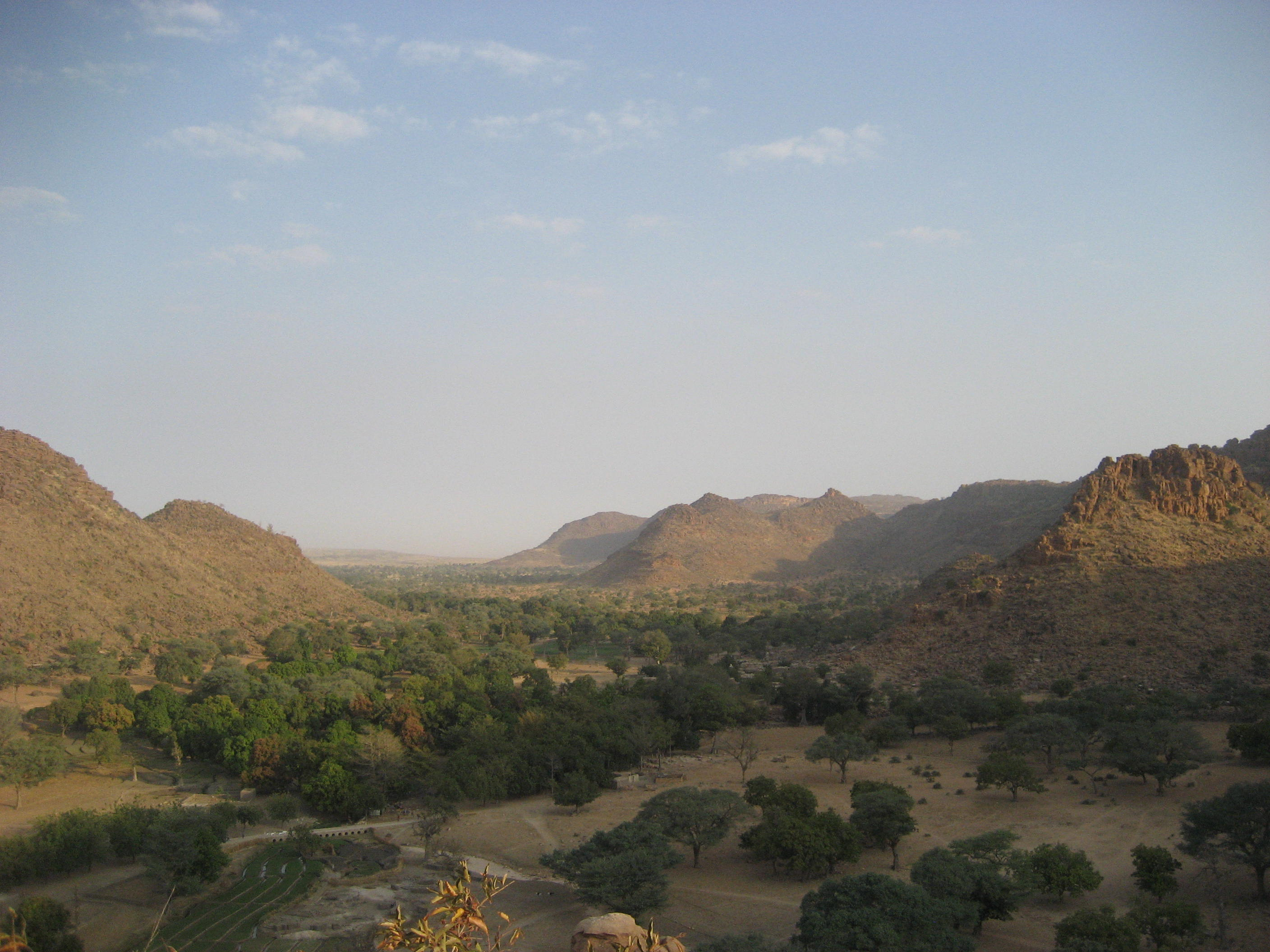
博爾科的景色

博爾科（法語：Borko），是馬里的城鎮，位於該國南部，由莫普提區的邦賈加拉省負責管轄，處於莫普提西北面105公里和邦賈加拉西北面73公里，海拔高度591米，2009年人口5,798。